# Paul Blocq
Paul Oscar Blocq (n. 1860 - d. 1896) a fost un medic neurolog francez cunoscut pentru lucrările sale de neuropatologie realizate alături de Jean-Martin Charcot (1825-1893) și Gheorghe Marinescu (1863-1938) la Spitalul Salpêtrière din Paris. 
Blocq și Marinescu au fost primii medici care au descris că placa extracelulară neutritică este depozitată în substanța gri a creierului.

## Legături externe
- O. Walusinski, Pagina Paul Blocq, în Les internes de JM. Charcot pe situl http://baillement.com. Pagină accesată pe 24 martie 2013.

1. ↑  WorldCat Entities, accesat în 21 ianuarie 2025
2. ↑  Paul Blocq, Base biographique, accesat în 9 octombrie 2017
3. ↑  Paul Blocq, NUKAT
4. ↑  Czech National Authority Database, accesat în 22 februarie 2022
5. ↑  Autoritatea BnF, accesat în 10 octombrie 2015
6. 1 2  Czech National Authority Database, accesat în 1 martie 2022